# Echinolaophonte tropica
Echinolaophonte tropica is een eenoogkreeftjessoort uit de familie van de Laophontidae. De wetenschappelijke naam van de soort is voor het eerst geldig gepubliceerd in 1970 door Ummerkutty.